# کوسنت‌قازما
کوسنت‌قازما(به لاتین:  Küsnətqazma) یک منطقه مسکونی در جمهوری آذربایجان است که در شهرستان قوبا واقع شده است. کوسنت‌قازما ۴۶۶ نفر جمعیت دارد و بیشتر مردم آن از لزگی‌ها هستند.